# Francis Ford Coppola
Francis Ford Coppola je ameriški filmski režiser, producent in scenarist. Rojen je bil 7. aprila 1939 v Detroitu, Michigan. Coppola je najbolj znan po režiji in so-scenaristiki izjemno priznane trilogije filmov The Godfather, ki vključuje filme The Godfather Part II (1974) in The Godfather Part III (1990).
Coppola je prispeval pomembne prispevke k filmski industriji in velja za enega najvplivnejših režiserjev v zgodovini filma. Poleg serije "The Godfather" je režiral tudi druge opazne filme, kot so "Apokalipsa zdaj" (Apocalypse Now) (1979), "Pogovor" (The Conversation) (1974), "Drakula po Bramu Stokerju" (Bram Stoker's Dracula) (1992) in "Divji vrt" (Rumble Fish) (1983), med drugimi.
Med svojo kariero je Coppola prejel številne nagrade, vključno z več Academmy Awards (Oscari). Osvojil je pet Oscarjev, med njimi dva za najboljšo režijo za "The Godfather 2. del" in "Apokalipso zdaj". Coppolovo delo je znano po svojem vizualnem slogu, pripovednih tehnikah in raziskovanju tem, kot so moč, moralnost in človeško stanje.